# Великденско яйце
Великденските яйца (перашки) са специално боядисани или изрисувани яйца, които се поднасят на Великден. Най-важният и обичайно основен цвят е червеният.
| Български великденски яйца |  | Червени яйца (Румъния) |
| Български великденски яйца |  | Червени яйца (Румъния) |

Освен в други цветове, яйцата могат да се боядисват и украсяват с различни орнаменти, лепенки и т.н. Комбинират се и с различни великденски декорации.

## Произход и фолклор
Яйцето се използва като символ на началото на нов живот, също както излиза такъв (пиленце) от яйцето излюпено от кокошката.
Изографисването и рисуването на яйца са познати още в Древна Месопотамия и Близкия Изток. В Персия още от времената на древните зороастрийци боядисват яйца за празника Новруз (местното честване на Нова година). Скулптури по стените на Персеполис показват хора, които носят яйца за тези празненства.
Великденските яйца са сред основните атрибути на християнските празници, напомнящи за Възкресението на Христос. Според преданието, относно възникването на обичая да се боядисват в червено, Мария Магдалена поднася яйца на император Тиберий (посещавайки го на остров Капри, където той изживява последните си години) и му съобщава радостната вест, но цезарят отвръща, че ако действително е права, то яйцето от кокошка, което държи трябва да стане червено, което се и сбъдва.
За основополагащи се считат и фолклорните традиции на германските народи, при които боядисването на яйца е свързано с почитането на богинята Еостре (Остара), чието име е дало и наименованието на празника Възкресение Христово на повечето германски езици впоследствие.

### Български обичаи
По традиция великденските яйца се боядисват на Велики четвъртък, а в наши дни и на Велика събота. За тази цел започват да събират яйца от началото на Страстната седмица, като яйцата, снесени на самия Велики четвъртък са най-ценени и са първите, които се боядисват. Броят на боядисваните яйца трябва да е достатъчен за хората от семейството, за подаряване на близки и за всеки посетител на къщата от Великден до Спасовден, като към края на XIX век в по-заможните и големи домакинства се боядисват най-малко по 500 – 600 яйца.
Приготвените и преброени яйца се измиват с вода с пепел, след което се изплакват добре и се варят във вода, в която се добавя зелев сок или стипца, за да се улесни боядисването. След сваряването яйцата се боядисват, повечето в червено, но също и в други цветове. Традиционно за червената боя се използва бразилин или кърмъз (в по-стари времена риган и други треви), за жълтата – орех и кори от ябълка, за зелената – коприва. Днес за боядисването се използват както естествени, така и синтетични бои, с разнообразни цветове.
Традиционно боите се поставят в специално приготвени отделни гърнета, а самото боядисване се извършва от стопанката, в присъствието само на по-възрастни жени, като останалите членове на семейството са извън къщата, която понякога дори се заключва. Днес този обичай не се спазва, като често боядисването се прави от или с участието на децата. Първото боядисано яйце, винаги червено, има особена роля – с него се натриват лицата на децата и младите жени в къщата за здраве и предпазване от магии, след което то се пази при иконата до следващата година.
Боядисаните яйца се благославят от свещеника на края на Великденското богослужение и се раздават на вярващите, които преди това са донесли великденската си кошница в църквата (тя може да бъде напълнена не само с великденски яйца, но също и с други великденски ястия, като козунак, които също се благославят от свещеника). Яйцата могат да се консумират едва когато настъпи самият Великден и приключи Великият пост. Традиционно сред тях се определя борчаг, като яйцата се чукват (в съревнования между хората, които са ги избрали за това), за да се види кое от кое е по-издръжливото. Яйцата, които не издържат в двубоите се изяждат, обикновено – с козунак.

### Западни обичаи
Яйцата се скриват от децата и те трябва да ги намерят на сутринта на Великден (когато това е възможно – крият се из поляните край дома или в двора на къщата), също така могат да се сложат в кошница, покрита с истинска или декорационна слама, която наподобява гнездото на птица – същевременно на децата понякога се казва, че сред скритите яйца сигурно са и такива, снесени по изключение от зайците. Най-старата традиция е да се използват боядисани с боя яйца, но в по-модерни времена, в някои краища на света, се заместват от шоколадови яйца или с желирани бонбони.
В римокатолическата църква в Полша благославянето (наричано święconka) на декоративните кошници и други символични храни е сред най-обичаните полски традиции на Велика събота.

## Християнска символика и ритуали
Яйцето е възприемано от последователите на християнството като символ на възкресението: докато е латентно то съдържа нов живот, запечатан в него. В източноправославните и католическите църкви великденските яйца се боядисват в червено, в памет на кръвта на Иисус Христос, а твърдата черупка символизирала запечатаната му гробница, докато пропукването на яйцето символизира самото Възкресение.